# 1. Amateurliga Schwarzwald-Bodensee 1966/67
Die 1. Amateurliga Schwarzwald-Bodensee 1966/67 war die siebte Spielzeit der gemeinsamen Spielklasse des Württembergischen Fußballverbandes und des Südbadischen Fußballverbandes. Es war zugleich die siebzehnte Saison der 1. Amateurliga Württemberg und der 1. Amateurliga Südbaden und die siebte Spielzeit, in der in Württemberg in den beiden Staffeln Nordwürttemberg und Schwarzwald-Bodensee und in Südbaden in den beiden Staffeln Südbaden und Schwarzwald-Bodensee gespielt wurde. Die Meisterschaft der Schwarzwald-Bodensee-Liga gewann der FC 08 Tuttlingen, der sich in der Aufstiegsrunde zur Regionalliga Süd nicht durchsetzen konnte.
Der VfR Schwenningen und Olympia Laupheim stiegen in die 2. Amateurliga Württemberg ab, der FV St. Georgen stieg in die 2. Amateurliga Südbaden ab.

## Abschlusstabelle
| Pl. | Verein                | Sp. | Tore   | Punkte |
| --- | --------------------- | --- | ------ | ------ |
| 01. | FC 08 Tuttlingen      | 30  | 62:041 | 42:18  |
| 02. | SpVgg Lindau          | 30  | 84:044 | 41:19  |
| 03. | FC Singen             | 30  | 53:024 | 39:21  |
| 04. | FC Tailfingen         | 30  | 66:047 | 37:23  |
| 05. | FC Wangen 05          | 30  | 47:032 | 36:24  |
| 06. | FC Konstanz           | 30  | 59:043 | 34:26  |
| 07. | SC Schwenningen       | 30  | 43:046 | 32:28  |
| 08. | VfB Friedrichshafen   | 30  | 47:039 | 30:30  |
| 09. | 1. FC Burladingen (N) | 30  | 43:056 | 30:30  |
| 10. | TG Biberach           | 30  | 35:034 | 28:32  |
| 11. | FV Ebingen            | 30  | 43:058 | 28:32  |
| 12. | FC Hechingen          | 30  | 43:043 | 27:33  |
| 13. | Wacker Biberach (N)   | 30  | 48:052 | 25:35  |
| 14. | VfR Schwenningen      | 30  | 39:044 | 24:36  |
| 15. | Olympia Laupheim      | 30  | 39:070 | 19:41  |
| 16. | FV St. Georgen (N)    | 30  | 29:107 | 08:52  |

| (N) | Aufsteiger aus den 2. Amateurligen 1965/66 |